# Lazy Town
Lazy Town è una serie televisiva islandese mandata in onda dal 2004 al 2014 su Sjónvarpið e sul canale americano Nickelodeon.
Magnús Scheving è produttore e regista della serie e autore e produttore delle canzoni, nonché interprete del personaggio di Sportacus.

## Trama

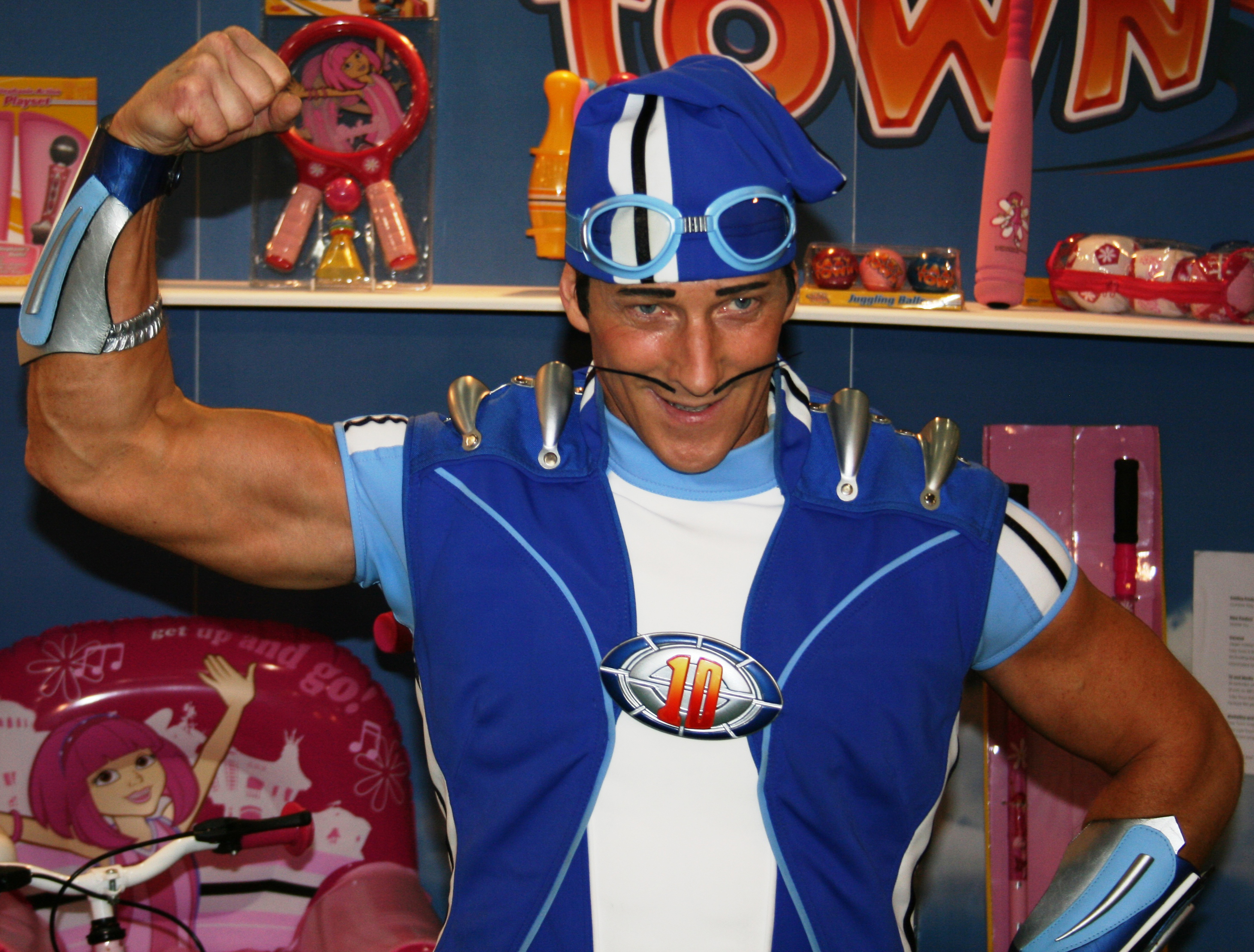
Sportacus, interpretato da Magnús Scheving

Sportacus è un supereroe baffuto e iperattivo che insegna agli abitanti di Lazy Town ("la città pigra") l'importanza di una sana alimentazione e del movimento.
Al suo fianco ci sono i bambini che popolano la cittadina: Stephanie, una bambina simpatica ed atletica dai capelli rosa e nipote del sindaco della città, il sig. Pacifico Pensabene, Ziggy, un ragazzino sovrappeso goloso di lecca lecca, Solomè, avaro e possessivo, Trixie, il vero spirito libero di Lazy Town ed infine Pixel, un grande appassionato di tecnologia e computer. 
Per salvare le giornate, Sportacus, Stephanie e tutti gli abitanti della città, restano sempre uniti per sconfiggere il terribile Robbie Rancido e sventare gli orribili piani.

## Personaggi
Nella serie televisiva, eccetto Sportacus, Stephanie e Robbie Rancido tutti gli altri personaggi sono interpretati da pupazzi animati.

### Principali
- Sportacus: è il protagonista della serie ed è un supereroe agile e scattante, vestito di blu con un cristallo che si illumina quando qualcuno è in pericolo. Abita in un dirigibile ipertecnologico. È altruista e coraggioso, cerca sempre di aiutare tutti gli abitanti di Lazy Town e tiene molto alla corretta alimentazione e all'attività fisica.
- Stephanie: è la protagonista femminile principale della serie ed è una ragazzina dai capelli rosa. È nipote del sindaco, ha otto anni quando si trasferisce a Lazy Town, dove insegna ai bambini come giocare o fare altre attività e ama cantare, ballare e giocare. È molto energica e simpatica, prova una grande ammirazione per Sportacus e lo segue in tutto ciò che fa ed è la migliore amica di Trixie.
- Robbie Rancido: è l’antagonista principale della serie, un uomo che odia i cibi nutritivi e vorrebbe che regnasse a Lazy Town la pigrizia come un tempo, per questo cerca continuamente di far mandare via Sportacus dalla città. È bravo con i travestimenti e le macchinazioni e sfrutta le sue abilità per far sì che tutti gli abitanti ritornino pigri senza però mai riuscirci. Nonostante la sua grande fantasia è allo stesso tempo goffo, imbranato e impacciato.
- Il signor Pacifico Pensabene: è il sindaco della città ed è anche lo zio di Stephanie, va molto d'accordo con la signorina Millie Millevoci, della quale è innamorato. È una persona allegra e solare e, come sua nipote, prova una grande ammirazione per Sportacus, invogliando tutti gli abitanti della città a seguire il suo esempio; tiene molto alla città e al benessere dei suoi abitanti.
- La signorina Millie Millevoci: è la segretaria del signor Pacifico Pensabene, per cui sembra avere una cotta. Agisce come una figura materna per i bambini di Lazy Town.
- Ziggy: è un ragazzino che ama mangiare i lecca lecca, le caramelle e tutti gli altri dolciumi. È il più piccolo dei bambini e per questo spesso viene ritenuto immaturo.
- Solomè: è un ragazzino che pensa sempre a sé stesso e crede che qualsiasi cosa sia sua: è molto avaro ed egoista, che adora circondarsi di ricchezze.
- Trixie: è una ragazzina "maschiaccio", sarcastica e che fa sempre gli scherzi a tutti. È la migliore amica di Stephanie, che spesso chiama "testa rosa".
- Pixel: è un ragazzino che ama giocare con i videogiochi, usare il suo computer e creare innovazioni e macchine a partire dalla sua grande passione per la tecnologia; sembra essere attratto da Stephanie.

## Episodi
| Stagione         | Episodi | Prima TV  | Prima TV Italia |
| ---------------- | ------- | --------- | --------------- |
| Prima stagione   | 34      | 2004-2006 | 2005            |
| Seconda stagione | 18      | 2006-2007 | 2007            |
| Terza stagione   | 13      | 2013      | 2013            |
| Quarta stagione  | 13      | 2014      | 2015            |

## Trasmissione

### Italiana
Lazy Town è stato trasmesso in 103 stati, in Italia le prime due stagioni sono andate in onda per la prima volta in TV su Disney Channel a partire dal 12 settembre 2005, in concomitanza con il canale Playhouse. Successivamente la serie arriva in chiaro su Rai 3, dal 16 agosto 2009 fino alla prima metà del 2011. Sbarca poi sul canale Cartoonito dal 7 maggio 2012 insieme all'arrivo della terza stagione inedita, in onda dal 13 maggio 2013, e la quarta sulla stessa rete dal 17 gennaio 2015 fino ad ottobre 2016. 

### Internazionale
- Disney Channel, Rai 3, Cartoonito, Boing, Disney Junior, Disney in English, Playhouse Disney, Rai Yoyo, Boomerang, Prime Video.
- Jetix, Disney Channel, HBO Max
- BNT 1, HBO Max
- Super RTL, Nickelodeon
- Sitel, HBO Max
- HRT 2, HBO Max
- Boing

## Sigla iniziale
La versione italiana della intro Welcome To LazyTown è stata cantata da Alessandro Quarta.

## Spin-off
Nel 2008 viene prodotto lo spin-off Lazy Town Extra realizzato nel Regno Unito e composto da un totale di 26 episodi dalla durata compresa tra gli 11 e i 15 minuti
Nel 2010 la serie venne revisionata ed aggiunta di alcune scene tagliate ed inedite ma, a causa dei pochi fondi messi a disposizione per il progetto, esso fu abbandonato. Tutto il lavoro svolto fu dunque distrutto in quanto i diritti delle due ore di girato aggiunti non erano più in possesso della casa produttrice. Alcuni episodi di Lazy Town: Uncut possono essere trovati su varie piattaforme del web sommerso, anche se molti sono in realtà episodi amatoriali.